# Berberis truxillensis
Berberis truxillensis är en berberisväxtart som beskrevs av Porphir Kiril Nicolai Stepanowitsch Turczaninow. Berberis truxillensis ingår i släktet berberisar, och familjen berberisväxter. Inga underarter finns listade i Catalogue of Life.